# Miguel Casañ
Miguel Casañ Badenes (Valencia, c. 1847-Valencia, 1922) fue un periodista y escritor español.

## Biografía
Nació en Valencia. Escritor dramático y periodista festivo, fue fundador del semanario madrileño Madrid Cómico. Falleció hacia comienzos de octubre de 1922 en Valencia, a la edad de setenta y cinco años. Si bien la mayor parte de su obra fue en castellano, dejó alguna obra escrita en valenciano.